# 长花黄猄草
长花黄猄草（学名：Championella longiflora），为爵床科黄猄草属下的一个植物种。